# エミール・デープラー
エミール・デープラー（Emil Doepler、1855年10月25日 - 1922年12月21日）はドイツの画家、イラストレータである。ヴァイマル共和政の1919年から1929年まで用いられたドイツの国章をデザインしたことでも知られる。ドイツの「ユーゲント・シュティール」（アール・ヌーヴォー）の時代のイラストレーターの一人である。父親の画家、カール・エミール・デープラー (Carl Emil Doepler, 1824-1905) と区別するためにエミール・デープラー（息子） (Emil Doepler der Jüngere) と呼ばれることもある。

## 略歴
ミュンヘンに生まれた。父親は、画家、イラストレーターで、バイロイト音楽祭の衣装監督を務めた人物である。父親から美術を学んだ後、1870年から1873年までベルリン工芸美術館 (Kunstgewerbemuseum Berlin)の付属美術学校で学んだ。画家として働きながら1876年から1877年の間、プロイセン芸術アカデミーで学んだ。1881年からベルリン工芸美術館の美術学校の教師となり1889年に教授となった。1898年から多くの複製美術品を宣伝に使ったルートヴィヒ・シュトルヴェルクのチョコレート会社の美術コンクールの審査委員長も務めた。
画家としては北欧神話などを題材に描いた。
デープラーのデザインしたドイツの国章はヴァイマル共和国の初代大統領、フリードリヒ・エーベルトによって1919年11月に公開され、1928年にシュヴァープ(Tobias Schwab :1887–1967)がデザインしたものに変更されるまで使用された。

## 作品

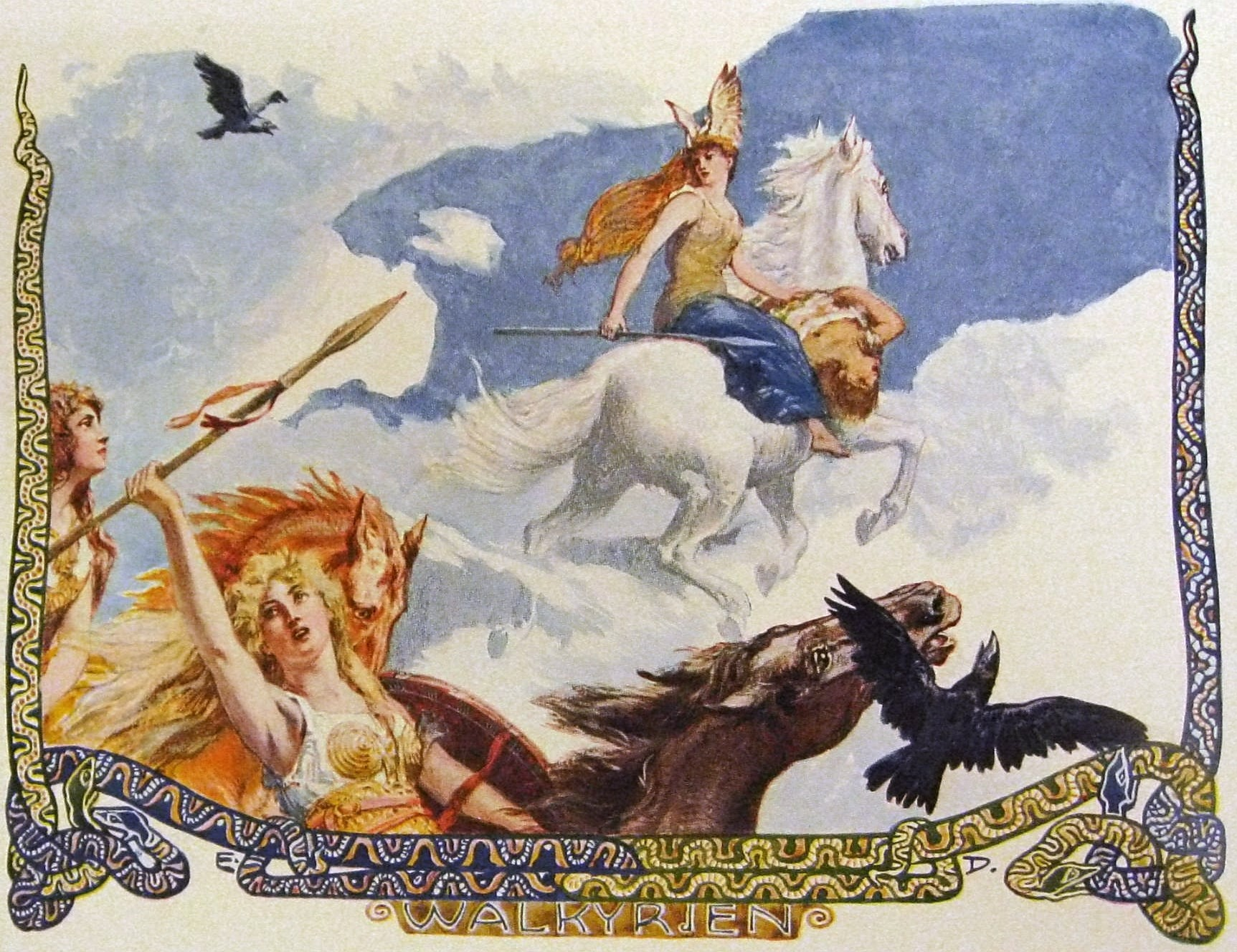
ワルキューレ (1905)
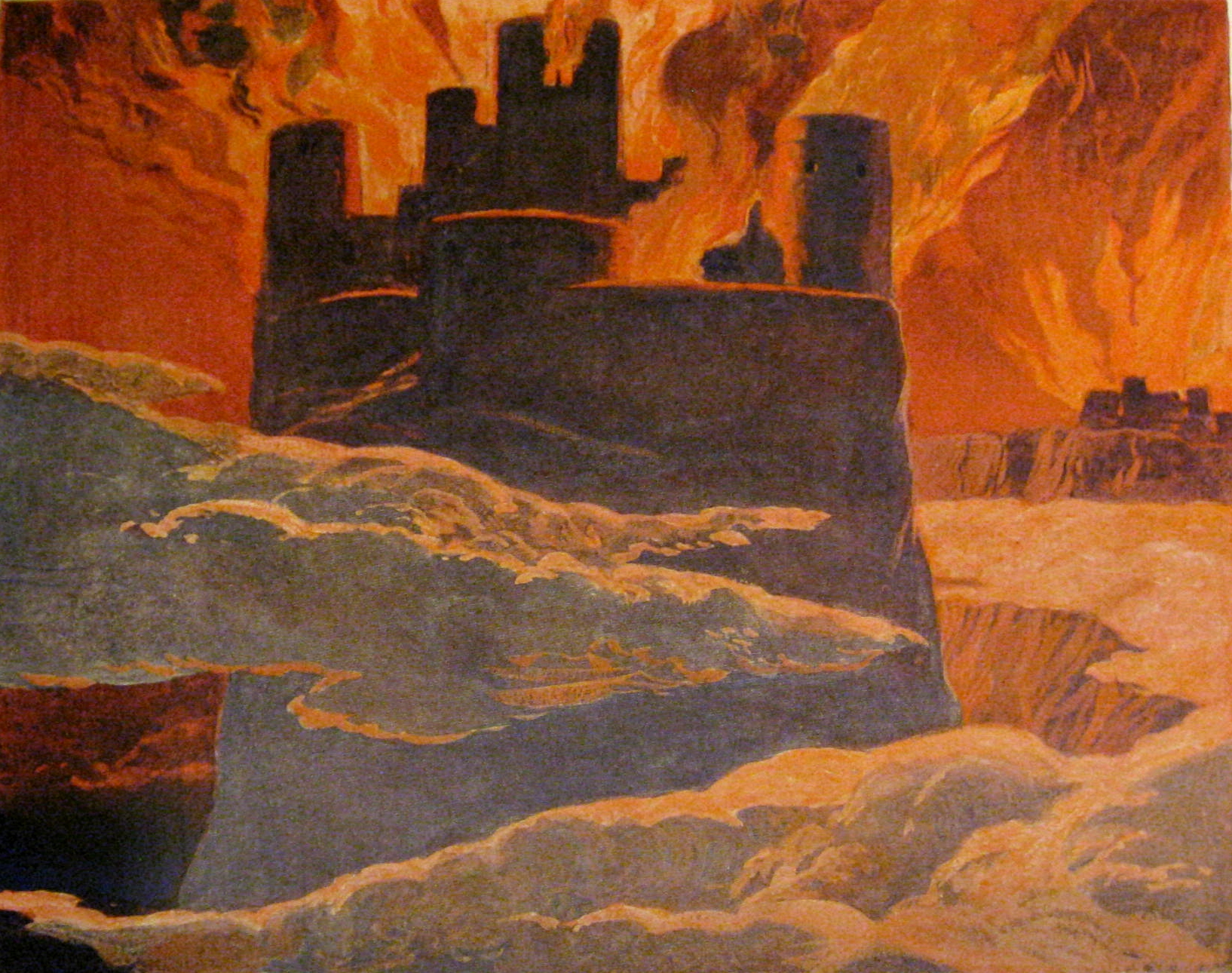
ラグナロク (1905)
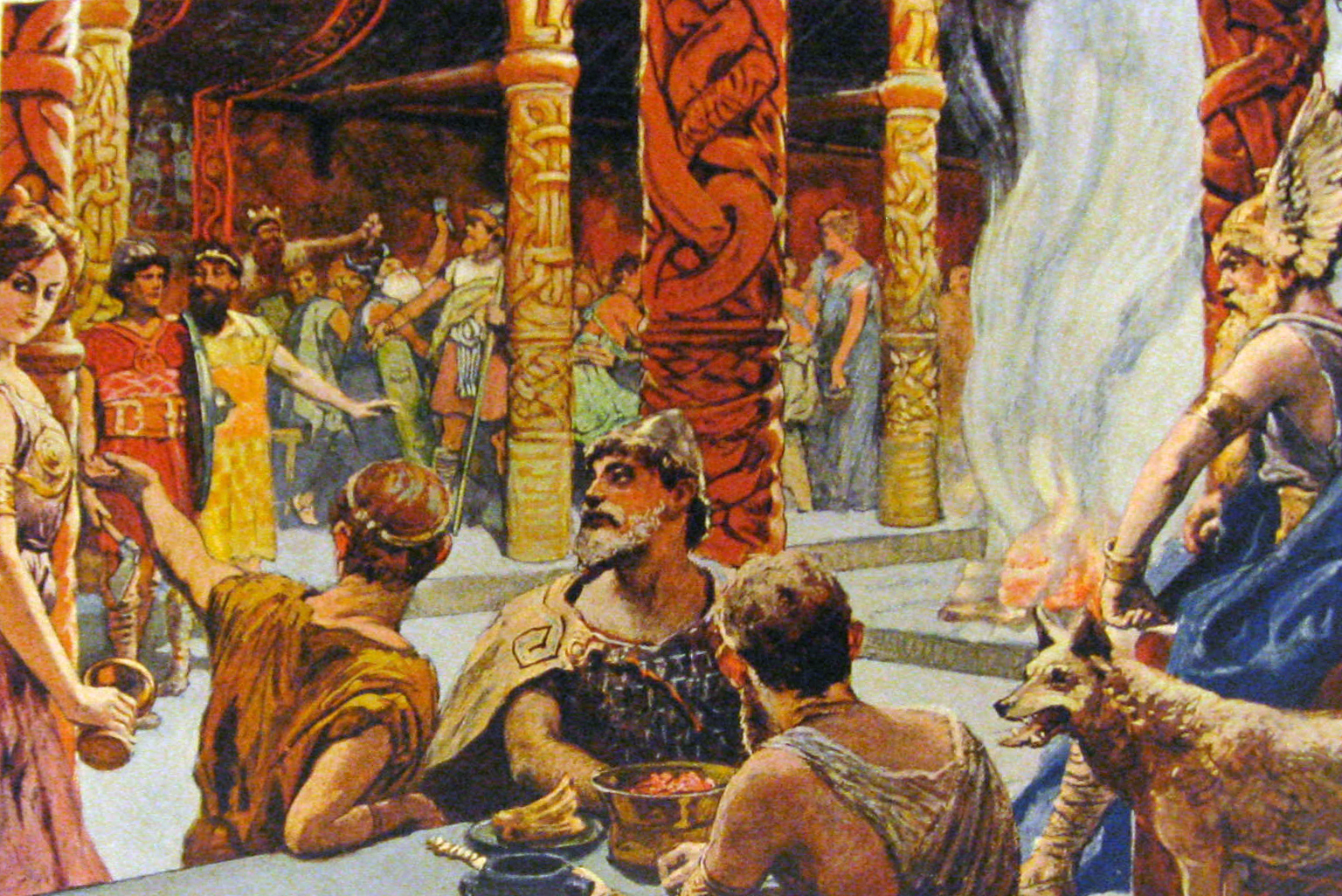
ヴァルハラ
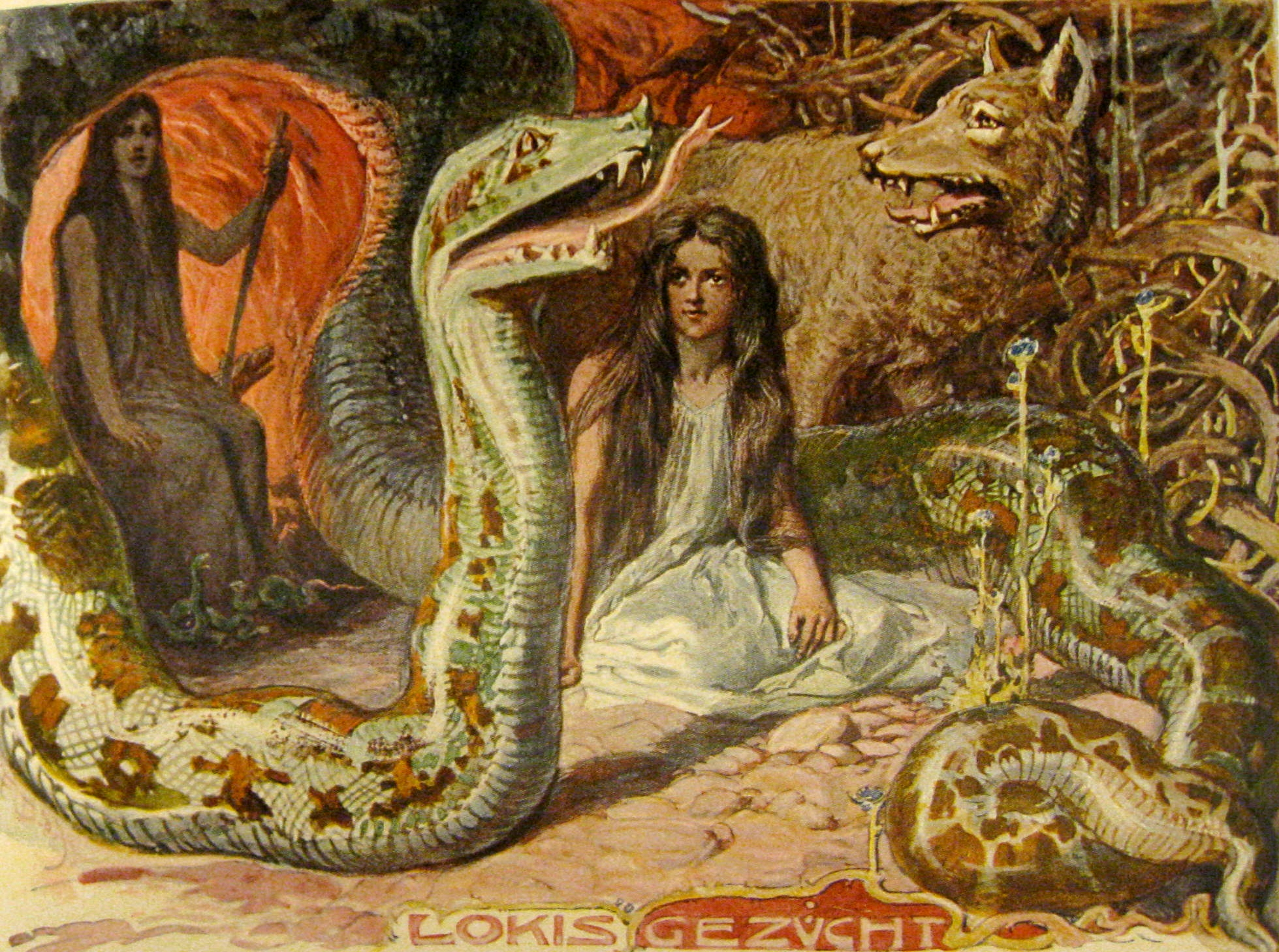
ロキの3人の子供達（1905年）

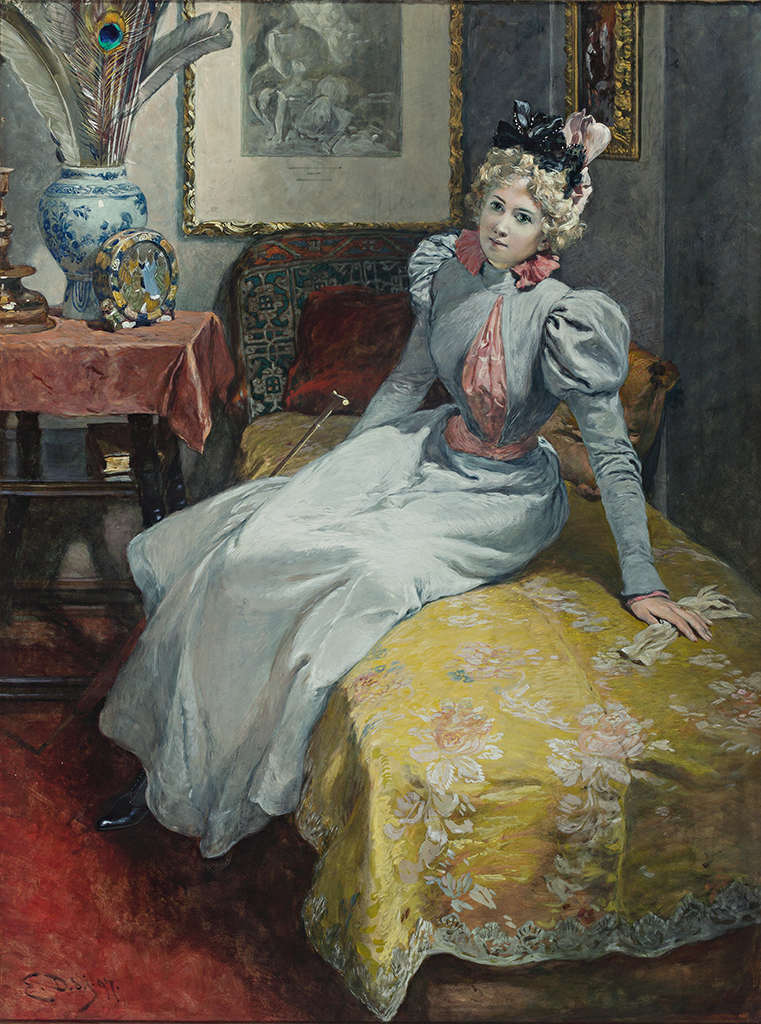
ソファーの上の婦人像 (1897)
ヴァイマル共和国時代のドイツの国章
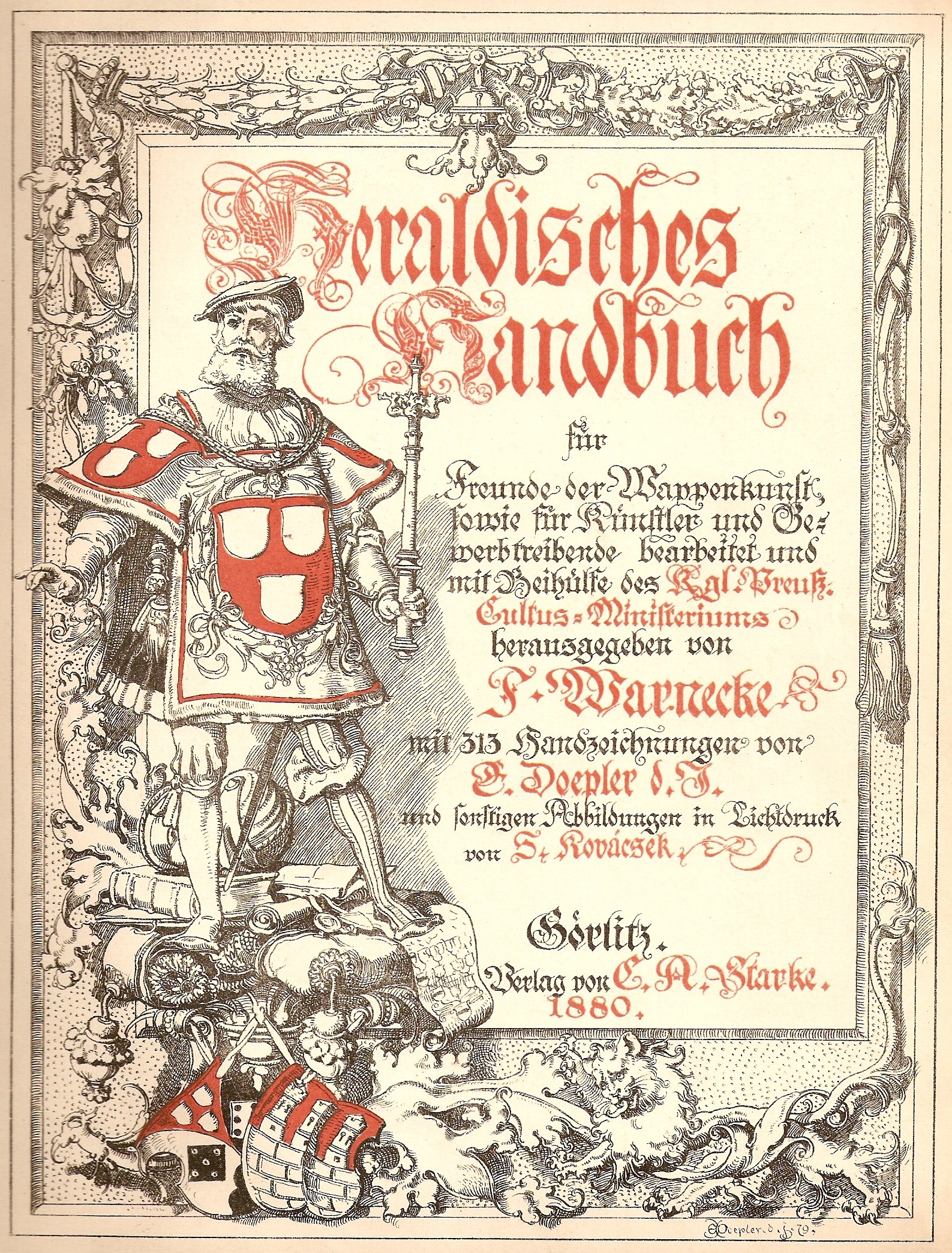
書籍の表紙絵
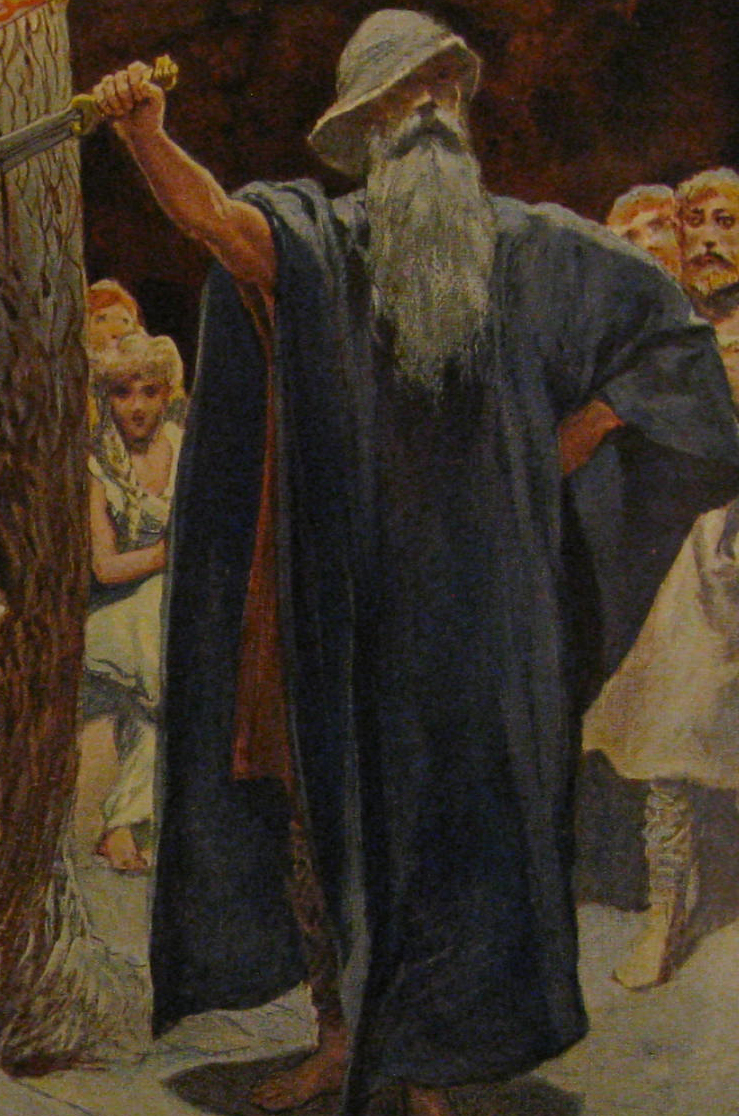
オーディン